# Mumbai Challenger 2000
Il Mumbai Challenger 2000 è stato un torneo di tennis facente parte della categoria ATP Challenger Series nell'ambito dell'ATP Challenger Series 2000. Il torneo si è giocato a Mumbai in India dal 28 febbraio al 4 marzo 2000 su campi in cemento.

## Vincitori

### Singolare
Leander Paes ha battuto in finale  Dennis van Scheppingen che si è ritirato sul punteggio di 7–6(2), 3-2 ritiro

### Doppio
Tomáš Anzari /  Satoshi Iwabuchi hanno battuto in finale  Maxime Boye /  Jonathan Erlich con il punteggio di 7–6(9), 6–4